# Hylesia pluto
Hylesia pluto är en fjärilsart som beskrevs av Paul Dognin 1922. Hylesia pluto ingår i släktet Hylesia och familjen påfågelsspinnare. Inga underarter finns listade i Catalogue of Life.